# Benstonita
La benstonita és un mineral de la classe dels carbonats. Va ser descoberta l'any 1961 en una mina a prop de Malvern (Arkansas), i va ser anomenada així en honor d'Orlando J. Benston (1901-1966) un especialista en metal·lúrgia de menes de la Universitat d'Illinois.

## Característiques
La benstonita és un carbonat de fórmula química Ba₆Ca₆Mg(CO₃)13; dins de la seva estructura el bari pot ésser substituït per calci, estronci i manganès. Cristal·litza en el sistema trigonal. La seva duresa a l'escala de Mohs és 3 a 4.

## Formació i jaciments
Ha estat descrita en dipòsits de barita i en vetes associades a tectònica alpina tallant una carbonatita. En aquests contexts se sol trobar associada a barita, calcita, quars, alstonita, fluorita, esfalerita, huntita, baritocalcita, estroncianita, pirita, flogopita, monazita o daqingshanita.
A més a més de la seva localitat tipus, la benstonita ha estat descrita a la Xina, l'Índia, Suècia, Rússia, Namíbia, Itàlia, el Canadà, i altres indrets dels Estats Units.

## Galeria

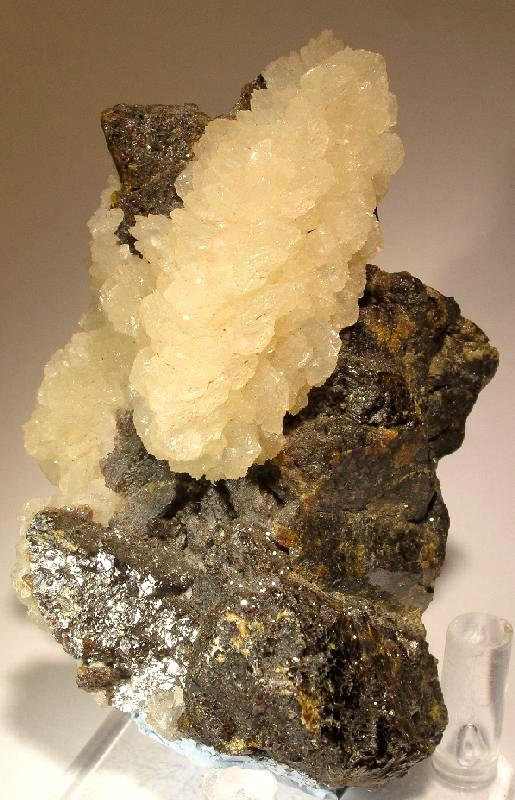
Benstonita i esfalerita
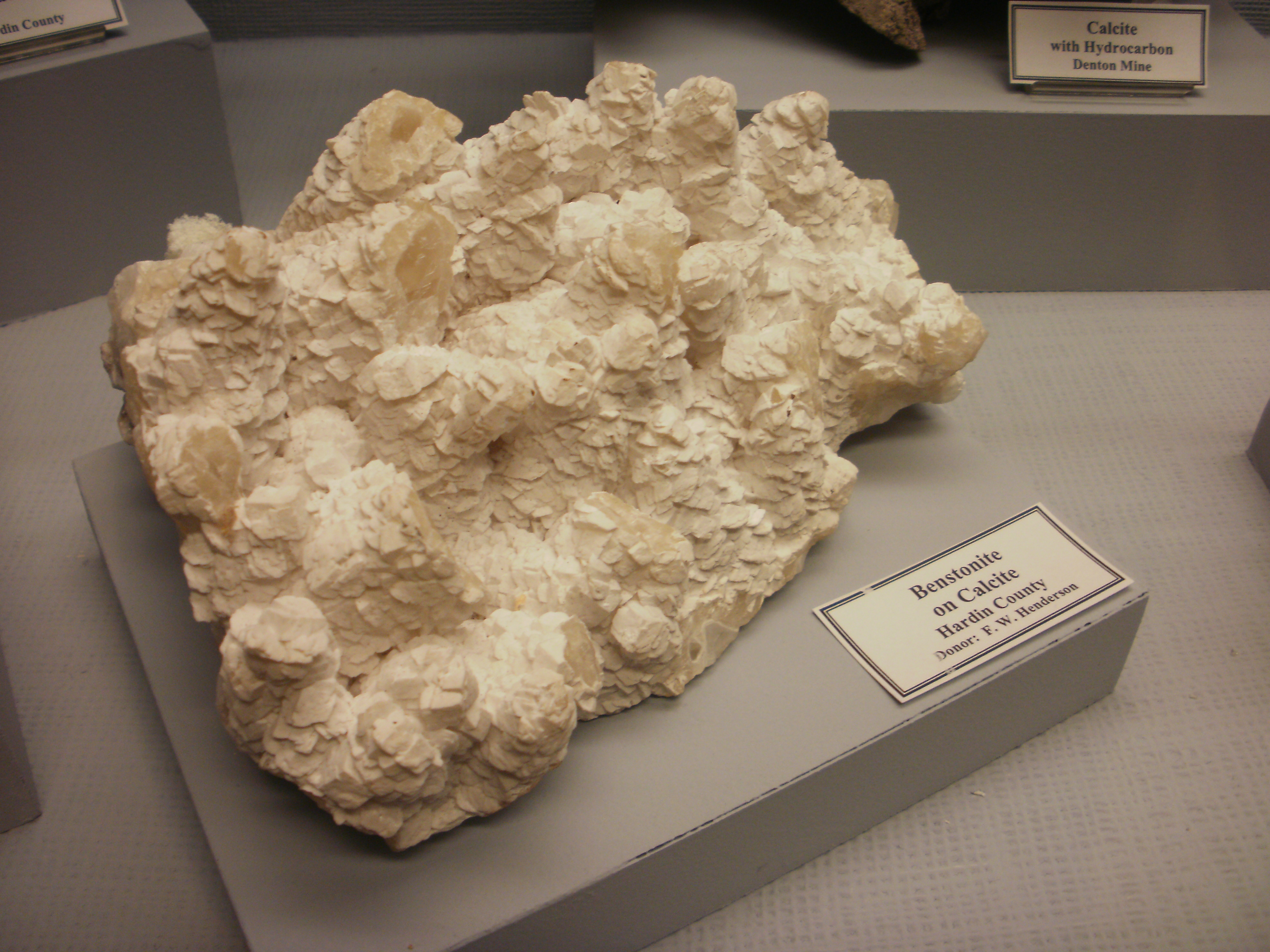
Benstonita i calcita
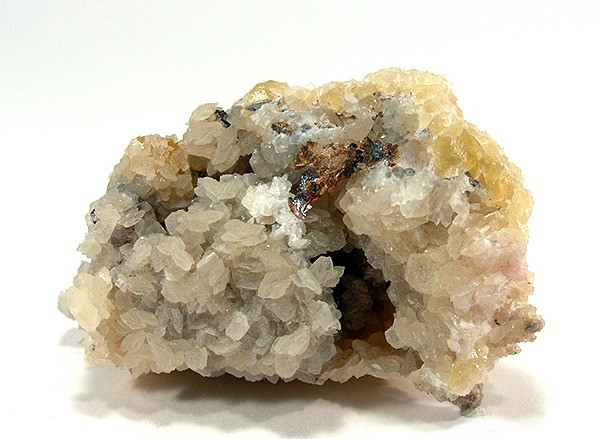
Benstonita, fluorita i esfalerita